# Système mixte
Pour un article plus général, voir Système électoral.
Pour un article plus général, voir Système électoral.
Un système mixte désigne un mode d'élection combinant le scrutin majoritaire et scrutin proportionnel. Dans les cas où la présence du second vient corriger les effets du premier, en complément, ce système est appelé "proportionnelle compensatoire": les partis défavorisés par le scrutin majoritaire sont "compensés" par une partie de députés élus au scrutin proportionnel, avec éventuellement une troisième partie, visant à assurer au total une proportion de sièges parfaitement égale à celle de voix, pour tous les partis ayant atteint un seuil minimum de voix, qui peut aller de 1% à 5% selon les choix effectués.
Dans certains cas, la combinaison se fait sur l'ensemble du territoire. Dans d'autres, il est séparé en deux: certains votent au scrutin majoritaire, en général dans les département ruraux ou peu peuplés, et d'autres au scrutin proportionnel.
Les différentes formes de mixité visent toutes à des répartitions de sièges le plus proche possible de celle des voix, tout en maintenant un lien, pour une grande partie des députés, entre leur personne et le territoire que chacun d'eux représente.
Par ailleurs, différentes formes d'aménagement du scrutin proportionnel ont été pratiquées à travers l'histoire, sans recourir à la mixité avec le scrutin majoritaire, mais en tentant avec plus ou moins de bonheur d'injecter certains de ses avantages.

## Mixité entre deux parties du territoire

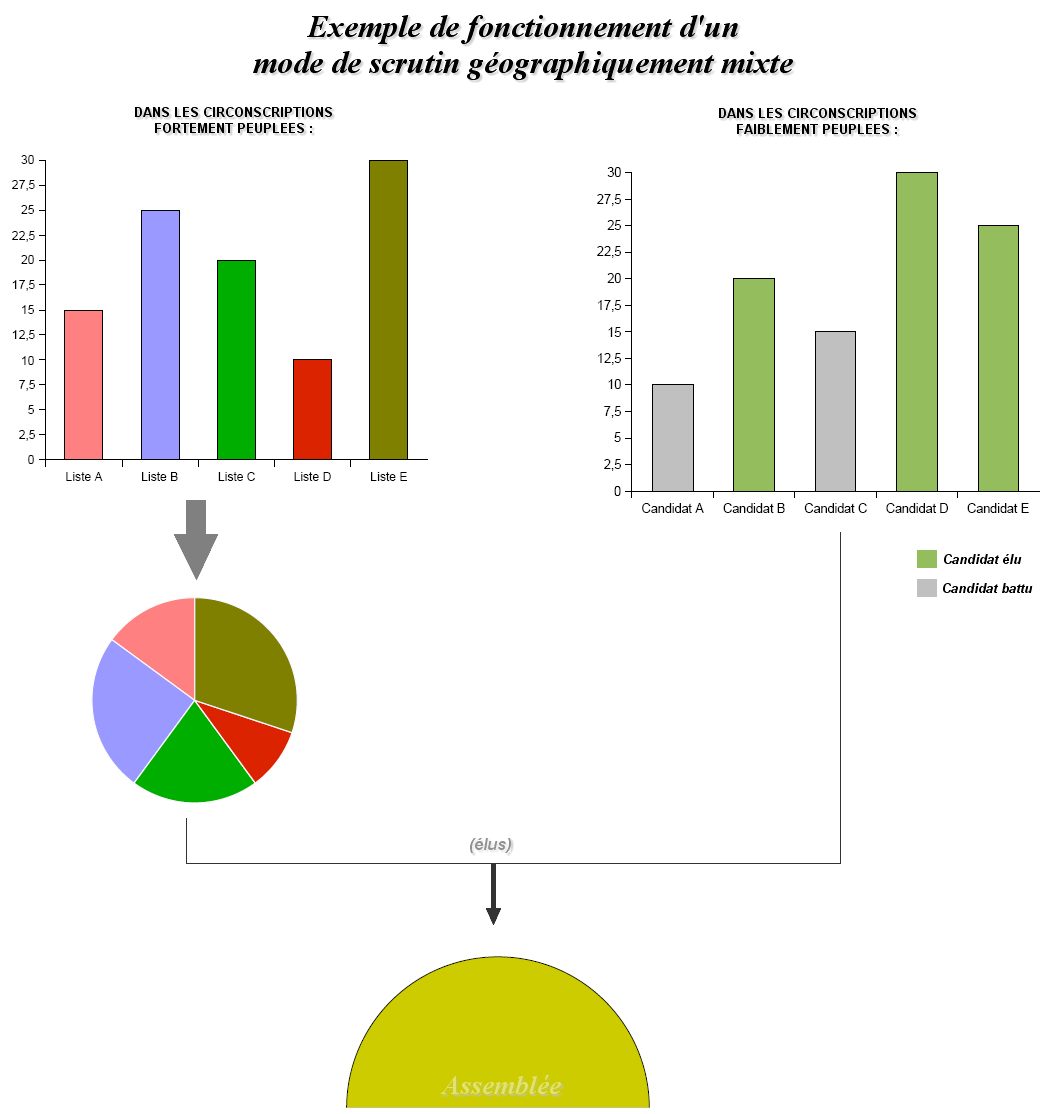
Schéma du mode de fonctionnement d'un scrutin géographiquement mixte employant le scrutin proportionnel plurinominal et le scrutin majoritaire plurinominal à un tour dans le cadre de la circonscription

Les universitaires parlent de mixité entre deux parties du territoire quand le scrutin est majoritaire dans la partie du territoire découpé en lieux représentés par un seul ou peu de sièges, et proportionnel dans la partie urbaine, où les départements sont plus peuplés. L'amplification en sièges d'une victoire en voix peut être ainsi atténuée, les petits partis obtenant un nombre de sièges par voix plus significatif dans ces zones urbaines, mais pas assez pour assurer la justice de la composition de l'assemblée, prévient le politologue Pierre Martin, dans son livre  Les systèmes électoraux et les modes de scrutin. Le même problème se pose pour les partis obtenant surtout leurs voix dans les zones urbaines plus densément peuplées.
Ainsi, lors des élections législatives islandaises de 1931, le Parti du progrès (agrariens) a obtenu 21 sièges sur 36 avec 35,9 % des suffrages, tandis que le Parti de l'indépendance (conservateurs) est marginalisé avec 12 sièges, malgré 43,8 % des suffrages. Les élus de la capitale Reykjavik l'étaient alors à la proportionnelle, et ceux de la partie rurale du pays au scrutin majoritaire. Même phénomène lors des législatives islandaises suivantes : avec 24,9 % des suffrages, les agrariens ont 19 sièges sur 49 et les conservateurs, malgré leurs 41,3 %, seulement 17. Modifié en 1942, ce système a finalement été abandonné en 1959 au profit d'un unique scrutin proportionnel.
C'est le choix fait en France pour les élections sénatoriales: les sénateurs sont élus à la proportionnelle dans les départements les plus peuplés, et dans les autres au scrutin majoritaire plurinominal. Les conseillers municipaux prédominent au sein du collège électoral du Sénat français, ce choix a permis à droite de conserver la majorité depuis 1958 même quand elle perdait toutes les autres élections, à l'execption de la période 2011-2014.

## Mixité sur tout le territoire

### Avec compensation
Le système mixte avec compensation, utilisé en Allemagne, Bolivie, Nouvelle-Zélande, ou encore en Écosse, prévoit d'ajouter des députés élus à la proportionnelle à ceux élus par circonscriptions pour obtenir une représentation plus fidèle, en sièges, de la proportion de voix obtenues par chaque parti. 

#### Système de compensation en deux parties
En  Allemagne, par exemple, l'électeur a un bulletin de vote double, avec une voix à la proportionnelle et une autre pour sa circonscription, le pays n'en comptant que 299. Les députés sont ainsi élus au scrutin majoritaire sur l’ensemble du territoire mais on va chercher un appoint sur des listes. Par exemple, le SPD obtient 20 % des voix. Pour qu'il ait aussi 20% des sièges, soit 120 députés, les 100 qu'il a obtenus au scrutin majoritaire sont complétés par 20 obtenus à la proportionnelle pour qu’il ait vraiment 20 % des sièges.
En Italie en 1994, sur un total de 630 députés, 475 furent élus au scrutin majoritaire, et le quart restant (soit 155 sièges) à la proportionnelle. L'électeur disposait alors de deux votes : un pour le scrutin majoritaire et un pour le scrutin de liste. Les voix du scrutin majoritaire sont soustraites, pour chaque parti, de celles obtenues à la proportionnelle. Ainsi, à l'issue des législatives de mars 1994, le Parti populaire, avec 11,1 % des suffrages exprimés, emportait-il 33 sièges (5,2 % du total des sièges à pourvoir) uniquement dans le cadre de la répartition proportionnelle, n'ayant eu aucun élu au scrutin majoritaire. Pour les élections sénatoriales, à la même date, l'électeur ne disposait que d'un seul vote, au scrutin majoritaire: c'est cette fois le nombre de sénateurs élus qui est soustrait.

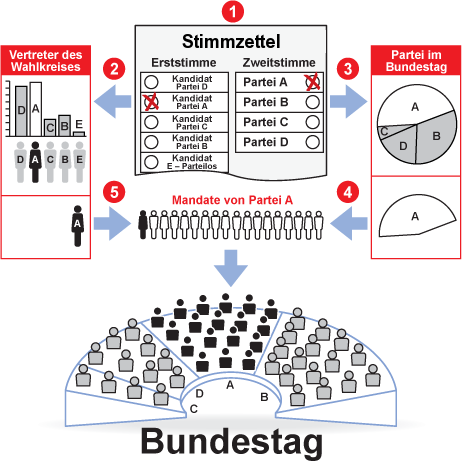
Schéma du mode de scrutin allemand

Dans le système allemand, l'effet proportionnel est total, via une part proportionnelle de moitié, alors que dans l'ancien système italien, seul un quart du total des sièges était à la proportionnelle.

#### Système  de compensation en trois parties
Une variante, plus fiable, permettant d'attribuer une proportion de sièges égal à celle de voix, fonctionne  en trois parties:
- Une partie des sièges est attribuée par un vote par circonscriptions;
- Un autre par scrutin proportionnel de liste;
- Une troisième est réservée à un système de compensation.

### Sans compensation
Le scrutin mixte "sans compensation" combine proportionnelle et scrutin majoritaire, aux résultats calculés séparément.  Il est utilisé dans une vingtaine de pays, parmi lesquels Japon, Corée du Sud, Niger, Russie, Cameroun, Croatie, Guatemala, la Guinée, Seychelles et  Somalie. Cependant, tous ces états ne constituent pas une liste exhaustive de pays utilisant un système sans appareil de compensation. Ils peuvent être de l'un comme de l'autre.

## Les mécanismes d'aménagement sans mixité

### Prime aux alliances dans une élection proportionnelle
En France, le système des apparentements, très contesté, a valu pour deux élections législatives, celles de 1951 et 1956. Il a été abandonné lors de l'avènement en 1958 de la Cinquième République française et plus jamais utilisée par la suite.
Pendant deux tiers de sa durée, la Quatrième République française a ainsi fonctionné avec une proportionnelle départementale, mais aménagée de telle manière que la proportion de sièges était très loin d'être égale à celle de voix, en particulier dans les départements urbains où était très implanté le Parti communiste français: dans certains d'entre eux il n'avait aucun député bien qu'étant le premier parti.
Ce système édictait que:
- Si l'addition des voix obtenues par plusieurs listes ayant officiellement passé des accords avant l'élection dépasse 50 % des voix, elles raflent la totalité des sièges du département.
- Si ce n'est pas le cas, les sièges sont répartis selon la "méthode de Hare": un "quotient électoral" divise le nombre de votants par le nombre de sièges. Chaque fois qu'un parti le dépasse il a un siège de plus. Les sièges restants sont répartis en fonction des voix obtenues une fois déduits les quotients électoraux.

La loi des apparentements venait aménager la proportionnelle départementale en vigueur depuis 1945, pour apporter une "prime", en nombre de sièges, aux petits partis alliés dans la Troisième force, alors au pouvoir. Elle était très contestée car pénalisant fortement les deux premiers partis du pays, le Parti communiste français et le Rassemblement du peuple français de Charles de Gaulle, tous deux dans l'opposition mais ne s'entendant plus du tout.
Les partis membres de la coalition au pouvoir à cette époque, dite de la Troisième force, ont ainsi raflé plus de 60 % des sièges de l'Assemblée Nationale, malgré un nombre bien moins important de suffrages exprimés.
Un système similaire est proposé peu après en Italie en 1953, mais au niveau national, par le gouvernement d'Alcide De Gasperi. Il prévoit d'affecter deux tiers des députés aux listes "apparentée"s ayant réuni au moins 50 % des voix à l'échelle "nationale".
Les forces de gauche l'appelaient « loi Escroquerie » et la majorité gouvernementale n'a obtenu que 49 % des voix.

### Proportionnelle avec vote préférentiel
Ce système peut être appréhendé comme variante du scrutin proportionnel plurinominal. L'électeur vote à la fois pour une liste de parti et pour un candidat de ce parti. Dans une première étape, les votes de listes sont comptabilisés et les sièges sont distribués à la proportionnelle. Cependant, les sièges dans chaque liste ne sont pas attribués dans l'ordre d'apparition sur la liste. À l'intérieur de chaque liste, on comptabilise les voix recueillies par chaque candidat  et sont élus les candidats ayant obtenu le plus de suffrages.
Ce système de vote est utilisé avec quelques variantes en Belgique, aux Pays-Bas, au Danemark, en Suède, en Norvège, en Finlande, en République tchèque, en Lettonie et en Suisse.

### Bonus de sièges à la liste majoritaire
Ce système est utilisé en France pour l'élection du conseil municipal des communes de plus de 1000 habitants et pour les élections régionales, en Italie pour les élections régionales, et en Grèce pour les élections législatives. Comme dans un scrutin de liste majoritaire une partie des sièges est assignée en bloc au parti ou à la coalition gagnante. Les sièges restants sont répartis à la proportionnelle. En Italie, on utilise un tour de vote alors qu'en France il y a un premier tour éliminatoire.
Chaque électeur vote pour une liste et la liste qui obtient une majorité de voix récolte une partie des sièges en bloc (la moitié pour les élections municipales française, un tiers pour les élections régionales, en Italie un cinquième pour les élections régionales). Le reste des sièges est alors attribué selon un système proportionnel à l'ensemble des listes, y compris celle arrivée en tête.
Le bonus majoritaire permet généralement à la liste arrivée en tête d'obtenir une majorité absolue des sièges :
{\displaystyle {part\,minimale\,de\,la\,liste\,gagnante}={fraction\,bonus}+({\frac {1}{listes\,en\,ballotage}}+1)*{fraction\,proportionnelle}}
Ce scrutin permet ainsi de dégager des majorités tout en assurant la représentation des courants d'opposition ou minoritaires.